# 波泰士隕石坑
波泰士隕石坑（英語：Boltysh crater, Bovtyshka crater）是一個位於烏克蘭基洛夫格勒州的隕石坑，直徑24公里，以氬放射性定年法推測，形成的時間約在距今65.17 ± 0.64百萬年前，與在墨西哥的希克蘇魯伯隕石坑相近，同為疑似造成白堊紀-第三紀滅絕事件的隕石坑。
除了波泰士隕石坑和希克蘇魯伯隕石坑之外，世界各地還有幾個在距今約6千5百萬年所形成的撞擊痕跡，如英國外海的銀坑隕石坑、印度洋的濕婆隕石坑等。這些年代相近的隕石坑暗示了當時可能有一連串的撞擊事件相繼發生。1994年苏梅克-列维9号彗星因潮汐力而分裂，數個碎片在接下來的幾天內陸續撞擊木星，顯示連續撞擊事件確實是有可能的。

## 綜覽
波泰士隕石坑的位置幾乎就在烏克蘭國土的中央，第聶伯河支流的盆地中。隕石坑本體的直徑約24公里，周遭地區覆蓋了撞擊產生的噴出物與角礫岩，面積達6500平方公里。撞擊的當下，噴出物可能覆滿周圍2萬5000平方公里的地區，堆積厚達1公尺以上，在撞擊坑鄰近區域更可能厚達600公尺。
波泰士隕石坑中央的地基有一處直徑約6公里、比周圍平原高出550公尺的隆起岩盤，被厚約500公尺的泥沙堆積所掩埋。這個構造可能是撞擊瞬間，岩盤受高溫影響、可塑性增加而反彈所形成。現在這個結構已被沖積物所覆蓋，1960年代一次石油鑽探調查時才發現這個構造。

## 年代
隕石坑年代鑑定，初步可由分析岩石的沉積年代著手。撞擊所在的岩層屬於森諾曼階（98.9至93.5百萬年前）與土侖階（93.5至89百萬年前），鑽井採樣的結果顯示隕石坑上的堆積物年代在古新世（65至54.8百萬年前），因此隕石坑的年代可能在93.5百萬年前至54.8百萬年前。
接下來以放射性定年法來做更精確的分析；自撞擊坑中採樣的石英玻璃中可取得微量的鈾-238，經過濃縮後，可由衰變的比率得知石英玻璃形成的年代，約在距今65.04 ± 1.10百萬年前；而以岩石中的氬衰變來分析，年代則是約65.17 ± 0.64百萬年前。

## 多重撞擊的可能性
儘管波泰士隕石坑與希克蘇魯伯隕石坑等測定所形成的時間差都在統計的差距之內，這也未必表示這些隕石坑確實都是在同一時間內所發生的連續撞擊事件。依據機率的估算，在希克蘇魯伯撞擊事件後50萬年內再發生像波泰士這種規模的撞擊，其機率並非極小。由於各種定年技術的誤差都還很大，我們無法得知這些隕石坑是在數千、數萬年間接連發生的（或許是因為某些天文事件導致當時小行星撞擊的機率大增），或是如同苏梅克-列维9号彗星撞擊事件一樣，因同一顆星體分裂而在數天內發生一連串的撞擊。
銀坑隕石坑的發現與定年的初步推測（約在65至60百萬年前）讓連續撞擊假說的可能性大增。但隨後，定年的結果被修正為約74至45百萬年前，使得多重撞擊假說又陷入膠著。
濕婆隕石坑形成的年代大致上也在白堊紀末期；但這個構造是否確實是隕石坑還有許多爭論。

## 資料來源
1. Grieve R.A.F., Reny G., Gurov, E.P., Ryabenko V. A. (1985), Impact Melt Rocks of the Boltysh Crater, Meteoritics, v. 20, p.655
2. Gurov E.P., Gurova H.P. (1985), Boltysh Astrobleme: Impact Crater Pattern with a Central Uplift, Lunar & Planetary Science XVI, pp. 310–311
3. Kashkarov L.L., Nazarov M.A., Lorents K.A., Kalinina G.V., Kononkova N.N. (1999), The Track Age of the Boltysh Impact Structure, Astronomicheskii Vestnik, v. 33, p. 253
4. Kelley S.P., Gurov E. (2002), The Boltysh, another end-Cretaceous impact, Meteoritics & Planetary Science, v. 37, pp. 1031–1043

## 註解
1. ↑  Stewart SA, Allen PJ. . 自然. 2002, 418 (6897): 520–3. PMID 12152076. doi:10.1038/nature00914.
2. ↑  Stewart, S. A. & Allen, P. J. . Geological Society of America Bulletin. 2005, 117 (3): 354–368. doi:10.1130/B25591.1. （原始内容存档于2011-12-09）.

## 外部連結
- 地球撞擊坑資料庫 （页面存档备份，存于）
- Google Maps的衛星影像